# Kupfer (Fluss)
Die Kupfer ist ein linker Nebenfluss des Kochers im nordöstlichen Baden-Württemberg überwiegend im Hohenlohekreis von fast 26 km Länge, der in Forchtenberg von links und Südosten in den Unterlauf des Flusses mündet.

## Name
Der Fluss wurde im Jahr 1335 (Kuppfer) erstmals schriftlich erwähnt.
Da kupferhaltige Ablagerungen im Talbereich des Flusses vorkommen, wurde dies schon als Motiv seiner Benennung vermutet. Südlich von Bauersbach wurde im 19. Jahrhundert Vitriolerz bergmännisch abgebaut. Dass der Name der Kupfer auf solche Vorkommen zurückginge, ist jedoch fraglich. Albrecht Greule führt den Namen auf die indogermanische Wortwurzel *keup- mit der Bedeutung '(innerlich) beben' zurück und geht davon aus, dass die Kupfer nach einer Stelle mit einem besonders starken Wasserschwall benannt wurde.

## Geographie

### Verlauf
Die Kupfer entsteht am Südostrand von Übrigshausen neben dem Seeholzweg am Rande eines kleinen Gehölzes und läuft die ersten anderthalb Kilometer südwestlich, um dann nach rechts zu drehen und das restliche erste Drittel ihres Laufes vor dem Stufenrand der Waldenburger Berge in nördlicher Richtung bis Kupferzell zu fließen. Bis dorthin ist ihr Tal eine recht flache und breite Mulde in der Lettenkeuper-Auflage (Erfurt-Formation) der Hohenloher Ebene mit begradigtem Flussbett, auf den flachen Seitenhügeln oft gesäumt von weiten Ackerbauflächen. In Kupferzell erreicht das Bachbett den Muschelkalk und der Bach fließt in nordwestlicher Richtung weiter, tieft sich steil ein und läuft durch ein enges und naturbelassenes Mäandertal. Immer mehr bedeckt dabei Wald die Seitenhänge, ab Neufels oft auch die Talsohle. In Forchtenberg, inzwischen im Unteren Muschelkalk laufend und etwa 140 m unterhalb der Randhöhen, mündet sie von links in den Kocher.

### Einzugsgebiet
Das Einzugsgebiet umfasst 72,5 km², die größtenteils auf der Hohenloher Ebene liegen. Von ihren ersten etwa drei Kilometern im Landkreis Schwäbisch Hall abgesehen, verläuft die Kupfer zur Gänze im Hohenlohekreis.

### Zuflüsse und Seen
Liste der Zuflüsse und  Seen von der Quelle zur Mündung. Belege für die Angaben in den bestehenden Artikeln der Zuflüsse; wo diese noch nicht existieren, Gewässerlängen, Seefläche, Einzugsgebiet und Höhe nach den entsprechenden Layern auf der Onlinekarte der LUBW. Andere Quellen für die Angaben sind vermerkt.
Quelle der Kupfer am Südostrand von Untermünkheim-Übrigshausen neben dem Seeholzweg an einem Gehölzzwickel auf 397,3 m ü. NHN. Der Bach fließt zunächst südwestlich.
- Kupfermoorbach, von links auf ca. 367,8 m ü. NHN, 1,3 km und ca. 0,9 km². Entsteht im Kupfermoor auf etwa 377 m ü. NHN.
An diesem ersten Zufluss hat die Kupfer ihren Südwestlauf beendet und zieht nun nach Nordnordwesten.
- Speist etwas vor Untermünkheim-Kupfer einen Teich am rechten Ufer, 0,1 ha.[LUBW 3]
- Beltersroter Bach, von links am Ostrand von Kupfer auf 356 m ü. NHN[LUBW 6], 3,0 km und 4,6 km². Entsteht in der Pfaffenklinge westlich von Beltersrot in der Nähe des Rößlesmahdsees auf etwa 435 m ü. NHN.
- Butzenrohrbach, von links auf etwa 351 m ü. NHN, 0,5 km und ca. 0,8 km². Entsteht am Damm der Bahnstrecke Crailsheim–Heilbronn auf etwa 356 m ü. NHN.
- Richtbach, von rechts auf etwa 347 m ü. NHN, 2,1 km und 1,7 km². Entsteht am Nordwestrand von Übrigshausen auf etwa 393 m ü. NHN.
- Flürlesbach, von links kurz vor der Kupferquerung der K 2364 Westernach–Bauersbach auf etwa 344 m ü. NHN, 2,4 km und ca. 1,5 km². Entsteht an der Beltersroter Mülldeponie auf etwa 375 m ü. NHN.
- Werschbach, von rechts auf etwa 343 m ü. NHN an der genannten Straßenbrücke, 0,9 km und ca. 0,8 km². Entsteht beim Überhauhölzle auf etwa 368 m ü. NHN.
- Waschbach, von rechts nordwestlich von Bauersbach auf etwa 339 m ü. NHN, 3,3 km und 3,6 km².  Entfließt einem 0,4 ha großen Teich am Südostrand von Brachbach auf etwa 402 m ü. NHN.
- Aspenbach, von rechts unterhalb der Stegmühle auf etwa 336 m ü. NHN, 2,4 km und ca. 1,7 km². Entsteht am Westrand von Eschental auf etwa 384 m ü. NHN.
- Goggenbach, von rechts auf etwa 333 m ü. NHN nach der K 2367 Hesselbronn–Goggenbach, 2,4 km und 2,2 km². Fließt aus einem winzigen Teich am Ostrand von Goggenbach auf etwa 380 m ü. NHN.
- Ohrnbach, von rechts bald danach auf etwa 331 m ü. NHN, 2,3 km und ca. 1,1 km². Entsteht zwischen zwei Aussiedlerhöfen im Gewann Zimmer auf etwa 374 m ü. NHN
- Rinnenbach, früher Westernach, von links wenige Schritte danach auf 330,8 m ü. NHN, 3,8 km und 5,7 km². Der Ast Ziegelbach entsteht wenig südlich von Westernach auf etwa 363 m ü. NHN.
- Heimbach, von links und Südwesten auf etwa 327 m ü. NHN gegenüber dem Sportplatz am Südrand von Kupferzell, ca. 0,8 km und ca. 1,0 km². Entsteht auf etwa 344 m ü. NHN an einem Einzelanwesen im Gewann Obere Maien. Unbeständig.
- Lietenbach, am Unterlauf auch Feßbach, von rechts in der Ortsmitte von Kupferzell am Steg von der Gerberstraße zu Kranzgärten auf etwa 328 m ü. NHN, 3,3 km und 5,7 km². Entsteht vor der Südspitze des Herrenholzes auf etwa 379 m ü. NHN.
Dem Lietenbach fließt kurz vor seiner Mündung von links der etwa gleich große Feßbach zu, weshalb wohl der Unterlauf des Lietenbachs auch Feßbach genannt wird.
- Ellbach, von links entlang der Westseite der B 19 auf etwa 320 m ü. NHN, ca. 0,7 km und ca. 0,4 km². Entsteht auf etwa 349 m ü. NHN gegenüber der Gewerbezone von Kupferzell entlang der Bundesstraße. Heute sehr gerader Graben in natürlicher Mulde.
- (Zulauf aus den Erlen), von links an der Straßenbrücke bei der Ölmühle auf unter 317 m ü. NHN, 0,6 km[LUBW 1] und ca. 0,4 km².[LUBW 7] Entfließt einem 0,1 ha[LUBW 3] großen Teich auf über 345 m ü. NHN.
- (Kanalrest zu Füßen von Ulrichsberg), nach rechts zur Mühle am Hangfuß, ca. 0,5 km.[LUBW 8]
Hier etwa beginnt sporadisch die Hangbewaldung im unteren Kupfertal.
- Rechbach, von rechts nordwestlich von Ulrichsberg auf etwa 308 m ü. NHN, 2,9 km und ca. 1,9 km². Entsteht westlich von Kubach auf etwa 362 m ü. NHN.
Wenig nach diesem Zulauf tritt Künzelsauer Gemarkung ans rechte Bachufer.
- (Bach durch die Klinge), von rechts und Osten auf 305,4 m ü. NHN südöstlich von Künzelsau-Weckhof, ca. 0,3 km und ca. 0,3 km².
- Kuhbach, von rechts westlich des Weckhofes auf etwa 292 m ü. NHN, 5,5 km und 7,4 km². Entsteht in Kubach auf etwa 366 m ü. NHN.
Der untere Kuhbach ist Gemarkungsgrenze von Künzelsau zu Neuenstein, das ab hier rechter Anrainer der Kupfer ist.
- Füßbach, von links auf etwa 287 m ü. NHN nordwestlich von Füßbach, 2,2 km und ca. 1,6 km². Entsteht an der Nordspitze des Blindholzes auf etwa 347 m ü. NHN.
- (Bach durch die Klinge vom Steinheckenbrunnen), von rechts gleich nach dem vorigen auf etwa 286 m ü. NHN, 0,4 km und über 0,2 km².
Wenig unterhalb fließt die Kupfer auf Neuensteiner Gemarkung ein.
- (Bach aus der Waschklinge), von rechts zu Füßen von Neufels auf dem Mündungssporn auf 263,2 m ü. NHN, ca. 2,3 km und ca. 1,0 km². Entsteht nordwestlich des Schnaihofs auf etwa 366 m ü. NHN.
- (Bach aus der Bernhardsklinge), von rechts kurz danach seitlich des Sporns der Burgruine Altneufels auf etwa 255 m ü. NHN, ca. 1,0 km und ca. 0,6 km². Entsteht auf etwa 335 m ü. NHN am Ende eines Waldackers.
Kurz nach der Bernhardsklinge zieht die Gemarkungsgrenze zur Stadt Niedernhall ins Tal der Kupfer und folgt dann dieser.
- → (Abgang des Mühlkanals zur Neureuter Mühle, nach links.)
- (Bach durch die Schellenklinge), von rechts und Nordosten auf 245,6 m ü. NHN gegenüber der Mühle von Neureut in die Kupfer selbst, 1,6 km und ca. 0,9 km². Entsteht auf etwa 344 m ü. NHN im Kohlhau.
- ← (Rücklauf des Kanals der Neureuter Mühle), von links, 0,5 km.
- Zimmerbach, von rechts nordwestlich von Neureut auf 235,6 m ü. NHN, 4,5 km und 6,9 km². Entsteht westlich von Kemmeten im Kühhaus auf etwa 371 m ü. NHN.
Etwas kupferabwärts löst Forchtenberg Neuenstein als linksseitigen Anrainer ab.
- (Bach zwischen Nettenberg und Gailingsberg), von rechts und Ostnordosten auf ca. 215 m ü. NHN, ca. 0,9 km[LUBW 8] und ca. 0,3 km².[LUBW 7] Entsteht auf etwa 343 m ü. NHN ca. 0,7 km südwestlich von Hermersberg im Höhenwald. Unbeständig.
- (Bach zwischen Gailingsberg und Goldberg), von rechts und Ostnordosten auf ca. 213 m ü. NHN, ca. 0,8 km[LUBW 8] und ca. 0,3 km².[LUBW 7] Entsteht auf etwa 344 m ü. NHN ca. 0,7 km westsüdwestlich von Hermersberg im Waldgewann Rötle nahe an einem Waldteich. Unbeständig.
- (Bach durch die Kammerbergsklinge), von rechts zwischen Schwarzem Steg und den Herrenwiesen auf etwa 199 m ü. NHN, 1,1 km und ca. 0,5 km². Entsteht westlich von Hermersberg im Höhenwald auf etwa 350 m ü. NHN.
Ein Stück zuvor erstreckt sich Niedernhall über die Kupfer hinweg auch aufs linke Ufer und den Waldhang darüber. Nach dieser Mündung tritt die Kupfer ganz in die Gemarkung Forchtenbergs ein.
- Bächbergklingenbach (aus Richtung der Kohlplatte), von rechts und Ostnordosten auf etwa 194 m ü. NHN im Wiesengewann Kupfer, ca. 1,2 km und ca. 1,5 km².

Mündung der Kupfer von links und Südosten auf ca. 191 m ü. NHN in Forchtenberg zwischen der Brücke der Öhringer Straße und dem Flusswehr in den Kocher. Die Kupfer ist 25,9 km lang und hat ein 72,5 km² großes Einzugsgebiet.

## Natur
Im Zuge von Flurneuordnungsverfahren in Westernach und dem Bau der Autobahn A 6 wurde die Kupfer von der Quelle bis Kupferzell begradigt. Die umliegenden landwirtschaftlichen Flächen wurden drainiert und so bis zur Gewässeroberkante nutzbar gemacht.
Mit Verordnung vom 5. Februar 1960 hat das Regierungspräsidium Stuttgart das Kupfertal mit Seitentälern zwischen dem Weiler Neufels der Stadt Neuenstein und Forchtenberg als Landschaftsschutzgebiet ausgewiesen (Schutzgebietsnummer 1.26.003). Das Schutzgebiet hat eine Fläche von 384,0 Hektar.

### LUBW
Amtliche Online-Gewässerkarte mit passendem Ausschnitt und den hier benutzten Layern: Lauf und Einzugsgebiet der Kupfer

Allgemeiner Einstieg ohne Voreinstellungen und Layer: Daten- und Kartendienst der Landesanstalt für Umwelt Baden-Württemberg (LUBW) (Hinweise)
1. 1 2 3 4  Länge nach dem Layer Gewässernetz (AWGN).
2. 1 2  Einzugsgebiet aufsummiert aus den Teileinzugsgebieten nach dem Layer Basiseinzugsgebiet (AWGN).
3. 1 2 3  Seefläche nach dem Layer Stehende Gewässer.
4. ↑  Einzugsgebiet nach dem Layer Basiseinzugsgebiet (AWGN).
5. ↑  Höhe nach dem Höhenlinienbild auf dem Hintergrundlayer Topographische Karte.
6. ↑  Höhe nach grauer Beschriftung auf dem Hintergrundlayer Topographische Karte.
7. 1 2 3  Einzugsgebiet abgemessen auf dem Hintergrundlayer Topographische Karte.
8. 1 2 3  Länge abgemessen auf dem Hintergrundlayer Topographische Karte.

### Andere Belege
1. 1 2  Daten- und Kartendienst der Landesanstalt für Umwelt Baden-Württemberg (LUBW) (Hinweise)
2. ↑  Hochwasservorhersagezentrale, Landesanstalt für Umwelt Baden-Württemberg
3. ↑  Ca. 150 m östlich der Stelle, wo die K 2364 Westernach–Bauersbach die Kupfer quert, knapp nördlich des dort von Osten zufließenden Werschbaches
4. ↑  Siehe die dritte Quelle. Es handelte sich, so dort erschlossen, um einen Abbau in 'schwefelkieshaltigen' Pflanzenschieferschichten direkt über einer Sohle aus Lettenkeuper-Hauptsandstein.
5. ↑  Die dritte Quelle bringt auch (S. 389) ein Zitat aus einem zeitgenössischen Versuchsbericht über diese Westernacher Grube: „25. Ctr. durch Maschinen-Hülfe gepocht, gaben durch sogenannte Setzarbeit 500. Pfund ziemlich reinen Schwefelkies. Diese Kohlen enthalten demnach 20% Kiese.“ Man beachte, es ist nur von Schwefelkies die Rede, also einem Mineral aus Eisensulfid, nicht aber von etwaigen kupferhaltigen sulfidischen Erzen. Das Vitriolerz enthielt demzufolge selbst auch kein Vitriol, nämlich Sulfat, – anderenfalls hätte dies gewiss Erwähnung gefunden –, sondern Sulfid. Vitriol entstand wohl erst bei der weiteren Verarbeitung. Das Erz wurde zur Siedehütte bei Ottendorf verbracht, heute ein Ortsteil von Gaildorf.
6. ↑  Albrecht Greule: Deutsches Gewässernamenbuch. Walter de Gruyter, Berlin / Boston 2014, ISBN 978-3-11-057891-1, S. 290, „Kupfer, die“ (Auszug in der Google-Buchsuche).